# 迪德里希·尼克博克
迪德里希·尼克博克（英語：Diedrich Knickerbocker）是美國作家華盛頓·歐文採用的筆名，為一個虛構的荷蘭裔美國歷史學家。

## 創作歷史
1809年，歐文為宣傳他剛完成的著作《紐約外史》，在報紙上刊登歷史學家迪德里希·尼克博克失蹤的啟事，提醒讀者注意這位「穿著黑色的舊外套，戴著三角帽」的老紳士，稱他只留下債務和一本書《紐約外史》:69。並表示如果尼克博克不回來的話，他就要公布尼克博克留下的書。大眾很快對此事感到興趣，於是歐文藉機以迪德里希·尼克博克為筆名出版《紐約外史》，大獲成功。
1819年，歐文又以迪德里希·尼克博克為筆名出版短篇小說集《見聞札記》，其中包含兩篇歐文最為知名的短篇故事《李伯大夢》和《沉睡谷傳奇》:69。
「尼克博克」可能是取材自歐文朋友赫曼·尼克博克的姓。

## 文化影響
在歐文小說之後，「尼克博克」（Knickerbocker）一詞成為紐約居民的代名詞:231。
19世紀美國的一個文學團體Knickerbocker Group以歐文筆下的尼克博克命名。現代NBA球隊紐約尼克（New York Knicks）的名字也是取材自歐文筆下的尼克博克。